# Dahlenrode
Dahlenrode is een klein dorp in de gemeente Rosdorf in het Landkreis Göttingen in Nedersaksen in Duitsland. 
Het dorp wordt voor het eerst vermeld in een oorkonde uit 1270 waarin Dalenrod verkocht wordt aan het klooster Mariengarde. In 1973 werd het dorp bij Rosdorf gevoegd. 